# Роберт Троголо
Роберт Троголо (англ. Robert Trogolo; нар. 15 червня 1953) — колишній південноафриканський тенісист.
Найвищу одиночну позицію світового рейтингу — 126 місце досяг 26 грудня 1979 року.
Найвищим досягненням на турнірах Великого шолома було 3 коло в одиночному розряді.

## Фінали Гран-прі за кар'єру

### Парний розряд: 1 (0–1)
| Результат | W/L | Дата     | Турнір            | Покриття | Партнер     | Суперники              | Рахунок  |
| --------- | --- | -------- | ----------------- | -------- | ----------- | ---------------------- | -------- |
| Поразка   | 0–1 | Бер 1980 | Новий Орлеан, США | Килим    | Реймонд Мур | Террі Мур Еліот Телчер | 6–7, 1–6 |

## Титули на челленджерах

### Парний розряд: (3)
| Ранг | Рік  | Турнір         | Покриття | Партнер    | Суперники                   | Рахунок       |
| ---- | ---- | -------------- | -------- | ---------- | --------------------------- | ------------- |
| 1.   | 1979 | Грин-Бей, США  | Тверде   | Саші Менон | Том Леонард Джеррі Ван Лінґ | 7–5, 6–4      |
| 2.   | 1979 | Конкорд, США   | Тверде   | Саші Менон | Крістофер Льюїс Брюс Ніколз | 7–6(9–7), 6–4 |
| 3.   | 1979 | Сан-Дієго, США | Тверде   | Саші Менон | Род Фролі Расселл Сімпсон   | 7–6, 6–1      |